# Joever

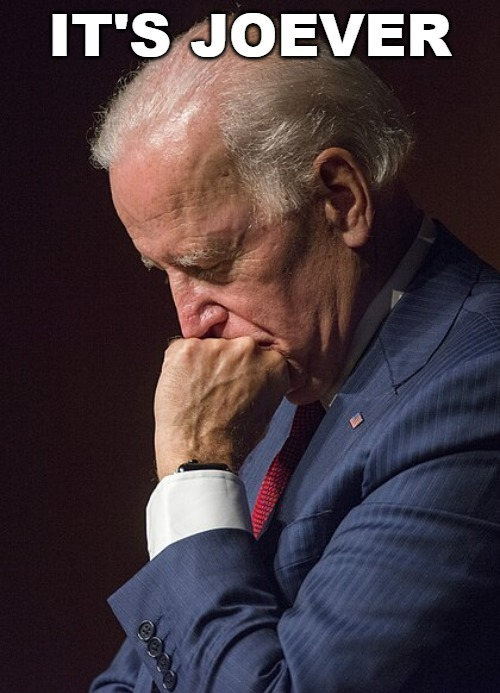
Un ejemplo de un meme Joever.

Joever ( /'dʒoʊ.vər/ JOH -vər), a veces escrito también como It's Joever, es un coloquialismo y un meme de Internet relacionado con la presidencia de Joe Biden que se ha utilizado con humor para referirse al debate sobre su edad y su retirada de las elecciones presidenciales de 2024.
Un acrónimo de Joe y over («acabado», «terminado») creado originalmente para su uso en relación directa con Biden, el periodista Dani Di Placido declaró en Forbes que «la frase se ha extendido mucho más allá de su contexto original, utilizada por comentaristas aleatorios de las redes sociales, Youtubers y streamers, muchos de los cuales no son políticos en lo más mínimo... la frase se usa en respuesta a un usuario de redes sociales que realmente no debería haber publicado eso».

## Antecedentes
En 2020, Joe Biden ganó la nominación del Partido Demócrata a la presidencia de los Estados Unidos tras la Convención Nacional Demócrata de 2020. Finalmente derrotaría al entonces presidente Donald Trump en las elecciones presidenciales de 2020. Cuando asumió el cargo en 2021, Biden tenía 78 años, lo que lo convertía en la persona de mayor edad jamás elegida presidente. Durante su campaña, así como su presidencia, la edad y las capacidades cognitivas de Biden fueron analizadas por los críticos y los medios de comunicación. Trump, el oponente de Biden en las elecciones presidenciales de 2020 y 2024, acuñó el título Sleepy Joe para desaprobar a Biden.

## Crecimiento y uso en los medios
Tras la actuación de Biden en el primer debate presidencial de 2024, el uso de Joever en Internet aumentó significativamente según Google Trends. El primer medio de comunicación importante en utilizar la palabra fue The Washington Post en un artículo titulado 'JOE-VER': Trump team gloats over debate it views as knockout («'JOE-VER': el equipo de Trump se regodea en el debate que considera decisivo») el día después del debate, en el que se mencionaba que la campaña de Trump había utilizado el término en sus correos electrónicos de campaña posteriores al debate. Dos semanas después se publicó un artículo de opinión en The Philippine Star de Tony López titulado When it's Joever, President Michelle Obama («Cuando sea Joever, presidenta Michelle Obama»). Publicaciones como MarketWatch y Splinter también publicarían artículos de opinión antes del anuncio de retirada de Biden.
Tras la retirada de Biden de las elecciones presidenciales del 21 de julio de 2024, el uso de la palabra en Internet volvió a dispararse y varios medios de comunicación importantes, incluidos GQ y Forbes publicaron artículos utilizando la palabra y explicando su significado.